# Gnorismoneura hoshinoi
Gnorismoneura hoshinoi es una especie de polilla del género Gnorismoneura, tribu Archipini, familia Tortricidae. Fue descrita científicamente por Kawabe en 1964.

## Distribución
La especie se distribuye por Japón.